# 藤切神社
藤切神社（ふじきりじんじゃ）は、滋賀県東近江市甲津畑町にある神社である。

## 祭神
- 田心姫命
- 市寸嶋比売命
- 奥津比売命（おきつひめのみこと）

## 神紋
- 左三ッ巴

## 歴史
天応元年（781年）に中臣清麻呂により勧請されたと伝わる。往古、伊勢と近江を結ぶ街道が通り、特に当神社の鎮座する千草峠は、後世織田信長が杉谷善住坊により狙撃された地として有名となる交通の要衝であった。そのため、佐々木氏による崇敬を受け、社殿が整備された。現在の社殿は享和2年（1802年）に造営された。明治9年（1876年）に村社に加列した。

## 祭事
- 火防祭 - 1月8日
- 例祭 - 4月5日

## 境内社
- 春日神社